# Municipio de Moreland (Arkansas)
El municipio de Moreland (en inglés: Moreland Township) es un municipio ubicado en el condado de Pope en el estado estadounidense de Arkansas. En el año 2010 tenía una población de 699 habitantes y una densidad poblacional de 20,06 personas por km².

## Geografía
El municipio de Moreland se encuentra ubicado en las coordenadas 35°21′3″N 92°59′11″O / 35.35083, -92.98639. Según la Oficina del Censo de los Estados Unidos, el municipio tiene una superficie total de 34.84 km², de la cual 34,68 km² corresponden a tierra firme y (0,47 %) 0,16 km² es agua.

## Demografía
Según el censo de 2010, había 699 personas residiendo en el municipio de Moreland. La densidad de población era de 20,06 hab./km². De los 699 habitantes, el municipio de Moreland estaba compuesto por el 93,85 % blancos, el 0,14 % eran afroamericanos, el 1,43 % eran amerindios, el 0,29 % eran asiáticos, el 1 % eran de otras razas y el 3,29 % eran de una mezcla de razas. Del total de la población el 2,29 % eran hispanos o latinos de cualquier raza.